# Pozzuolo (Castiglione del Lago)
Pozzuolo Umbro (o semplicemente Pozzuolo) è una frazione del comune di Castiglione del Lago (PG).
È un borgo di origine altomedioevale, sito ad 8 km da Castiglione e 18 km da Montepulciano, sui Colli del Trasimeno, confinanti con la Valdichiana senese, ad un'altezza di 351 m s.l.m. Secondo i dati del censimento Istat 2001, gli abitanti sono 1.021 (1520 secondo i dati del Comune).
Pozzuolo è il paese natale del fisico e paleontologo Franco Rasetti, nipote ed allievo del locale medico e naturalista Gino Galeotti. Fu uno dei principali collaboratori di Enrico Fermi e uno dei cosiddetti ragazzi di via Panisperna.
Altre località del territorio sono Cozzano (313 m, 16 abitanti), Nardelli (330 m, 50 abitanti), Laviano (332 m, 24 abitanti), Croce, Bologni.

## Storia
Nonostante il rinvenimento di siti tombali d'epoca etrusca nella campagna circostante, limitrofa a quella della storica Chiusi, non si hanno notizie documentate anteriori all'anno Mille. Il nome Pozzuolo deriverebbe dalla stazione di abbeveraggio sita a ridosso della Via Pozzolese, tratto della strada di pellegrinaggio da Montepulciano al santuario di Santa Margherita a Cortona, nativa del villaggio di Laviano (a 4 km dal paese, il cui nome sembra derivi da quello della famiglia romana degli Aviana).

### Laviano

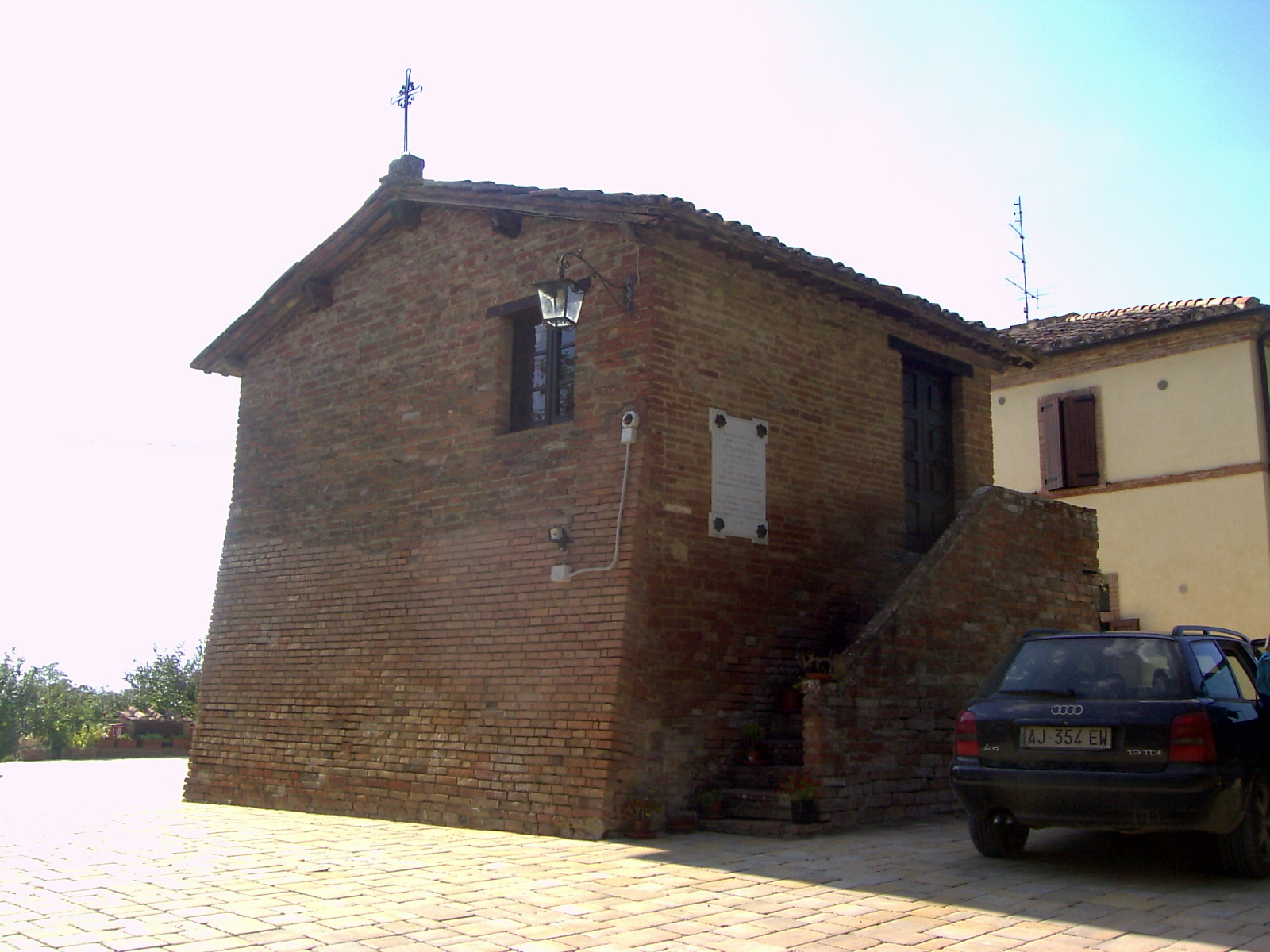
Laviano-Casa natale di S. Margherita

Oggi compreso nel territorio di Pozzuolo al confine tra l'Umbria e la Toscana, sul finire del XIV secolo già annoverato tra le Poste del comune di Perugia, venne concesso in feudo alla famiglia degli Oddi di Perugia ed in seguito fu elevato a contea concessa a Bartolomeo degli Oddi detto " Il Miccia". Nel XV secolo gli Oddi ebbero grossi contrasti con i Baglioni che spesso si conclusero con massacri degli stessi Oddi. Nel 1448 gli Oddi furono privati di gran parte dei loro possedimenti feudali, trasferiti ai Baglioni a seguito di una condanna emessa nei loro confronti da papa Innocenzo VIII. Nel 1836, Vincenzo Valentini, amministratore di Canino, sposò la principessa Maria Alessandrina Bonaparte, figlia di Luciano Bonaparte, fratello di Napoleone arrivato in Italia nel 1804. Il Valentini fu Ministro delle Finanze della seconda Repubblica Romana, governata dal triumvirato: Armellini, Mazzini, Saffi. Nel 1853, dopo la caduta della Repubblica Romana, Vincenzo Valentini con il coniuge Maria Alessandrina Bonaparte si ritirarono nella contea di Laviano, possedimento feudale ceduto alla Bonaparte (a.1853) dalla famiglia perugina degli Oddi. Il feudo acquistato dalla Bonaparte comprendeva anche la casa natale di Santa Margherita e questo ispirò alla principessa Maria Alessandrina la leggenda poetica di Margherita da Loviano.

### Posta del Marchesato del Chiugi
Nel XVI secolo Pozzuolo, già posta medievale del Chiugi appartenente al comune di Perugia, con l'investitura feudale Della Corgna, divenne la posta più importante del Marchesato di Castiglione del Lago fino al 1647, anno di estinzione del Marchesato. Verso la fine del Settecento, atti notarili rogati dal notaio Leone Lenti di Pozzuolo, attestano contratti di acquisto e/o affitto stipulati in favore della facoltosa famiglia del capitano Antonio Felice Taccini, con oggetto fertili terreni agricoli delle Poste del Chiugi, già tornati sotto la giurisdizione della Camera Apostolica. Nel periodo napoleonico, con la riforma amministrativa operata dalla Repubblica Romana, la Comune di Pozzuolo, inserita nel Cantone di Castiglione del Lago, fu amministrata dall'Edile Cesare Moretti coadiuvato da Francesco Galeotti.

### Chiesa di San Pietro e Paolo

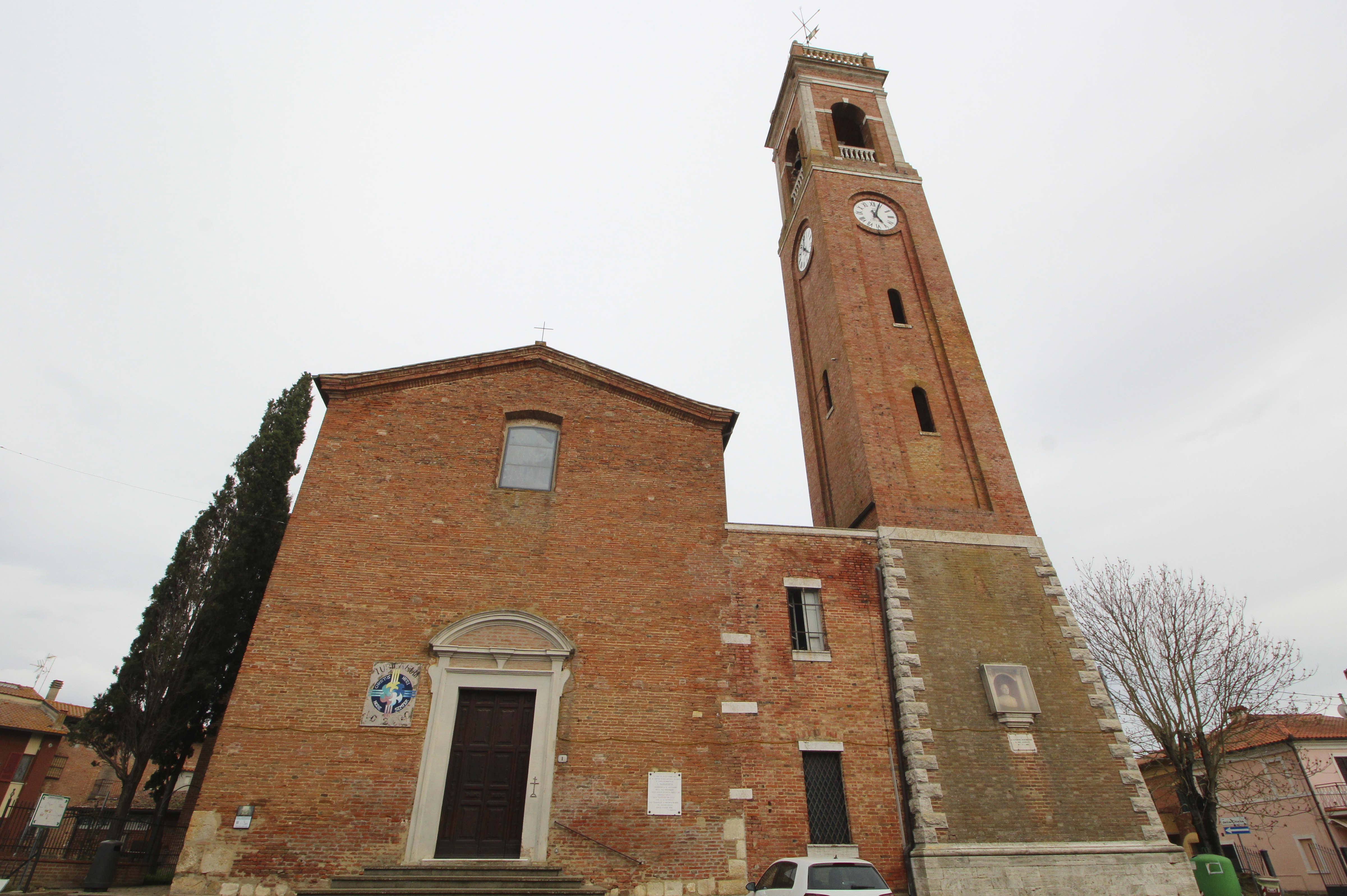
Chiesa dei Santi Pietro e Paolo

Antica pieve già conosciuta nel XII secolo, dove la santa fu battezzata. Completamente ricostruita nel 1743 è la chiesa patronale di Pozzuolo con a fianco il caratteristico campanile alto 30 m, edificato su progetto di Artemio Grazzini agli inizi del Novecento e ricostruito dopo il Secondo Conflitto.

### Chiesa dei SS. Vito e Modesto

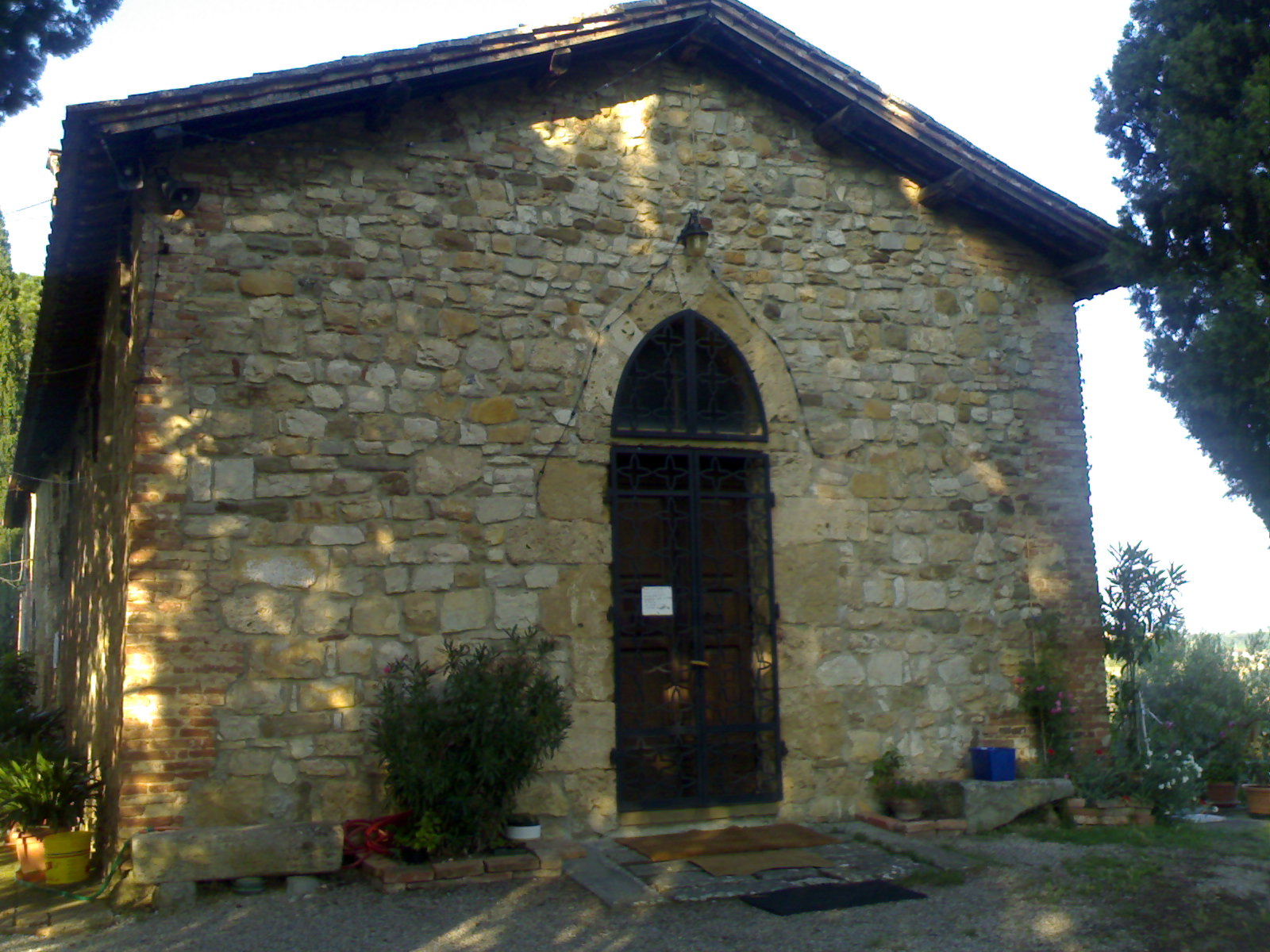
Chiesa dei SS. Vito e Modesto

È situata su di una piccola collina appena prima di Laviano. Il manufatto risalente intorno al Mille, in parte ha conservato la struttura originaria. All'interno conserva una tela di Santa Caterina del 1600 e l'Estasi di Santa Margherita da Cortona.

### Edicole
Nelle vicinanze di Pozzuolo, nei pressi del cimitero, lungo la via di Petrignano si trova l'Edicola della "Madonna del Giglio" in ricordo della Chiesa di santa Maria del Giglio, già appartenuta ai monaci Olivetani e demolita nel 1771.

### Istituti Religiosi
Nel centro di Pozzuolo si trova la sede di " Villa Nazarena", proprietà dell'istituto della Sacra Famiglia di Spoleto, autorizzata dalla Regione Umbria come centro riabilitativo- assistenziale in favore di persone adulte con deficit psicofisici e/o intellettivi.

## Economia
Sito in una posizione strategica di confine, Pozzuolo conobbe l'avvicendarsi delle sovranità tra Stato Pontificio e Granducato di Toscana. Addirittura, nel XVI secolo, l'attività di contrabbando era così fiorente che molte merci venivano nascoste in grotta.
Fiorente centro agricolo, iniziò il declino con l'industrializzazione nella prima metà del XX secolo e poi con l'impoverimento nel secondo dopoguerra, che ha caratterizzato la vera e propria fuga verso le grandi città. Dai circa 7 000 abitanti originari, da decenni la popolazione si mantiene intorno ai 1.000.
Fino alla metà degli anni settanta, il luogo aveva conservato il carattere di paese rurale arretrato, popolato per la maggior parte da anziani ed affollato dagli oriundi in estate. 
All'inizio degli anni ottanta si avviò un timido processo di rinascita economica, con la conversione di tenute agricole in strutture agrituristiche.

### Manifestazioni
Manifestazioni di rilievo, oltre le processioni religiose per la festività pasquale e per i santi patroni Pietro e Paolo, sono la Festa dell'Uva nella seconda settimana di settembre, piccola fiera agricola con stand storici della cultura rurale, che culmina con la competizione del Palio dei Fiaschi. Concorrenti in abito tradizionale, rappresentanti le cinque contrade del borgo, corrono recando sulle spalle sagome di cartapesta a forma di fiasco.

## Gastronomia
La cucina pozzolese fa parte sia della cucina umbra che di quella di Siena con il contributo determinante delle pietanze di pesce lacustre, per la vicinanza dei laghi Trasimeno, Chiusi e Binami, il cui piatto principe è il Tegamaccio, zuppa di pesce misto e pomodoro. 
Il pane locale privo di sale, dalla crosta finissima e la mollica soffice, si sposa benissimo con i salumi. Di panificazione quotidiana è la Ciaccia, tradizionale pizza con il formaggio.
Dal senese la pasta dei pici, specie di grossi spaghetti fatti a mano, originari della zona della Val d'Orcia e della Val di Chiana, analoghi ad altre specialità umbre e dell'alto Lazio come gli "strangozzi", gli "umbricelli" o gli "strozzapreti", solitamente conditi con sugo di carne o d'oca oppure "all'aglione" ossia con pomodoro, spicchio d'aglio intero e spezie.

## Cultura

### Folclore
Un aspetto folcloristico locale burlesco, non di rado con finalità ingiuriosa, è l'esposizione del cosiddetto Befano, un fantoccio con la testa costituita da un fiasco ed abbigliato come la persona irrisa, solitamente appeso ad un palo od un albero prospiciente la sua abitazione. Si intende colpire un individuo caduto in disgrazia o vittima di un tradimento coniugale.